# Gillian Backhouse
Gillian Backhouse (Penrith, 20 de junio de 1991) es una deportista australiana que compitió en triatlón y duatlón.
Ganó una medalla de plata en el Campeonato Mundial de Triatlón por Relevos Mixtos de 2015 y dos medallas en el Campeonato de Oceanía de Triatlón, oro en 2014 y plata en 2017. Además, obtuvo una medalla de plata en el Campeonato Mundial de Duatlón de 2014.

## Palmarés internacional
| Campeonato Mundial por Relevos Mixtos | Campeonato Mundial por Relevos Mixtos | Campeonato Mundial por Relevos Mixtos | Campeonato Mundial por Relevos Mixtos |
| Año                                   | Lugar                                 | Medalla                               | Prueba                                |
| ------------------------------------- | ------------------------------------- | ------------------------------------- | ------------------------------------- |
| 2015                                  | Hamburgo (Alemania)                   | Medalla de plata                      | Relevo mixto                          |
| Campeonato de Oceanía                 |                                       |                                       |                                       |
| Año                                   | Lugar                                 | Medalla                               | Prueba                                |
| 2014                                  | Devonport (Australia)                 | Medalla de oro                        | Individual                            |
| 2017                                  | Devonport (Australia)                 | Medalla de plata                      | Individual                            |

| Campeonato Mundial | Campeonato Mundial  | Campeonato Mundial | Campeonato Mundial |
| Año                | Lugar               | Medalla            | Prueba             |
| ------------------ | ------------------- | ------------------ | ------------------ |
| 2014               | Pontevedra (España) | Medalla de plata   | Individual         |